# Energia de Geroch
A energia de Geroch ou massa de Geroch é uma das possíveis definições de massa na relatividade geral. Ela pode ser derivada da energia de Hawking, ela mesma uma medida da curvatura dos raios de luz que entram e saem que são ortogonais a uma esfera bidemensional ao redor da região do espaço cuja massa deve ser definida, deixando de fora certos termos (positivos) relacionadas à curvatura externa e interna da esfera